# 土橋諒
土橋 諒（どばし りょう、1986年12月24日 - ）は、元山梨放送（YBS）所属の男性アナウンサー。
山梨県甲府市出身。山梨県立甲府西高等学校、中央大学を卒業。2009年4月に山梨放送に入社。
2012年3月に山梨放送を退職。

## 過去の担当番組
- 山梨スピリッツ - キャスター
- YBSワイドニュース - キャスター
- 富士山麓日記 - ナレーション
- YBSニュース
- YBSラジオニュース
- ラジオライトハウス

サッカーや野球、バレーボールなどスポーツ中継の実況・リポートも担当